# 正科乡
正科乡，是中华人民共和国四川省甘孜藏族自治州石渠县下辖的一个乡镇级行政单位。

## 行政区划
正科乡下辖以下地区：
下拉村、正通村、普巴村、甲松村、更生村、娘巴村、生巴村、然足村、曲德村、许巴村、更萨村、正科村和钟青村。